# Tuamarina

La ville de Tuamarina (souvent écrit Tua Marina) est une localité de la région de Marlborough, située dans l’Île du Sud de la Nouvelle-Zélande.

## Situation
La route State Highway 1/S H 1  traverse la ville et la rivière Tuamarina pour rejoindre le fleuve Wairau juste au sud de la localité.
La ville de Picton est à environ 18 km au nord, et la ville de Blenheim est à 10 km vers le sud,.

## Toponymie
Le nom est une corruption en langue Māori du mot Tuamarino, qui signifie 'le calme au-delà'.

### Zones statistiques de Tuamarina
La zone statistique de Tuamarina entoure les villages et comprenant aussi la localité de Rārangi.
Elle couvre 167,78 km2.
Elle a une population estimée à 1 350 résidents en juin 2021 avec une densité de la population de 8 personnes par km2.

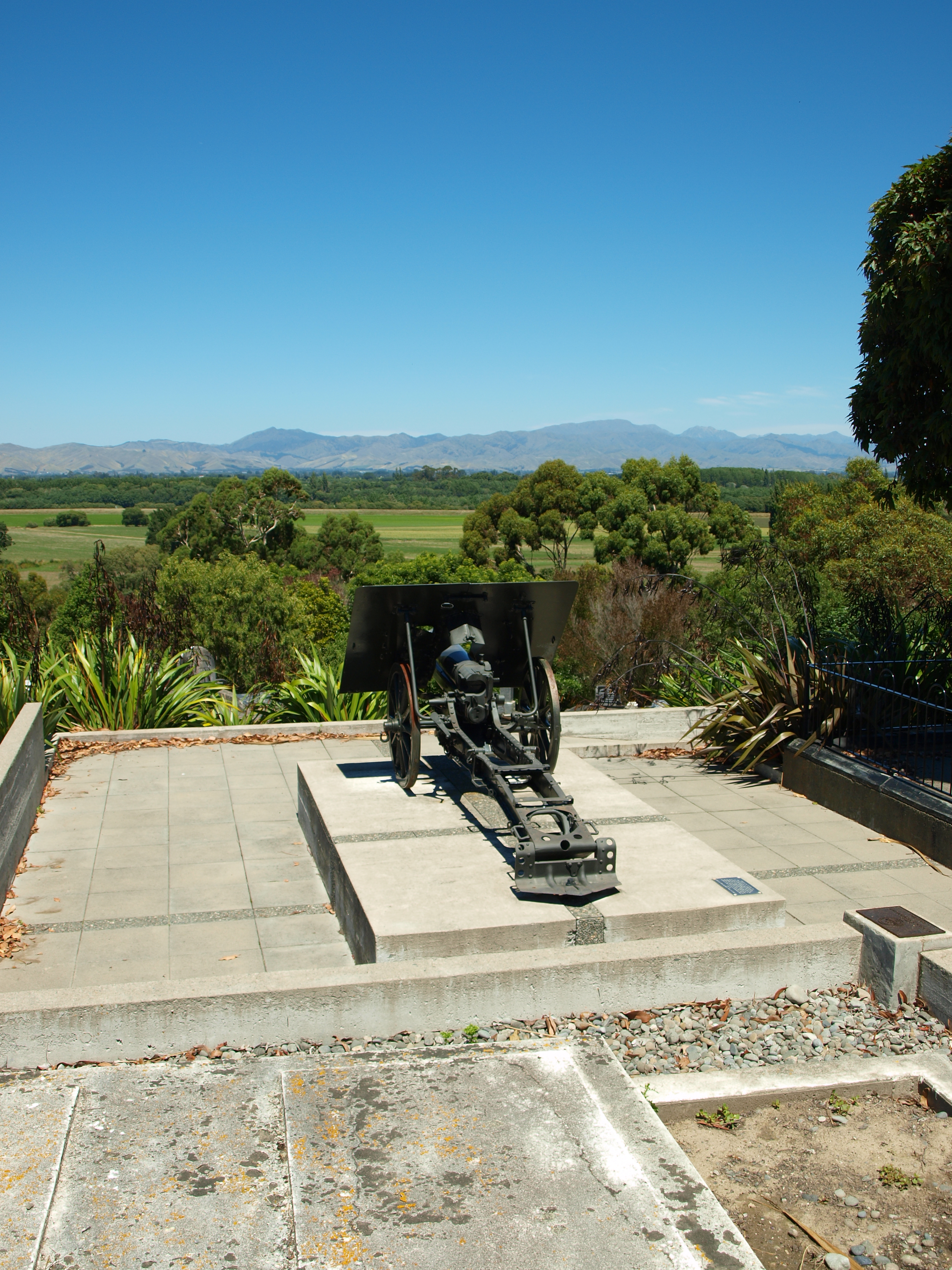
Tuamarina: cimetière Skoda Cannon

Tuamarina a population de 1 263 résidents lors du recensement de 2018 en Nouvelle-Zélande en augmentation de 78 personnes (soit 6,6 %) depuis le recensement en 2013 en Nouvelle-Zélande, et une augmentation de 171 personnes (soit 15,7 %) depuis le recensement de 2006 en Nouvelle-Zélande.
Il y avait 477 foyers.
On notait la présence de 633 hommes et 633 femmes, donnant un sexe-ratio de 1  homme pour une femme.
L’âge médian était de 46,4 ans (à comparer avec 37,4 ans au niveau national ), avec 249 personnes( soit 19,7 %) âgées de moins de 15 ans, 162 personnes (soit 12,8 %) âgées de 15 à 29 ans, 648 personnes ( soit 51,3 %) âgées de 30 à 64 ans, et 207 personnes (soit 16,4 %) âgées de 65 ans ou plus.
L’ethnicité était pour 92,6 %  européens/Pākehā, 13,1% Māori, 1,9 % personnes originaire du Pacifique, 1,2 % d’origine asiatique et 2,1 % d’autres ethnicités (le total atteint plus de 100 % dans la mesure où une personne peut s’identifier avec de multiples ethnicités).
La proportion de personnes nées outre-mer était 17,1 %, comparés avec 27,1 % au niveau  national.
Bien que certaines personnes objectent à donner leur religion, 63,4 % n’avaient pas de religion, 25,7 % était chrétiens, 0,2 % étaient Hindouistes, 0,5 % étaient bouddhiques et 1,7 % avaient une autre religion.
Parmi ceux d’au moins 15 ans d’âge, 186 personnes (soit 18,3 %) avaient un niveau de bachelier ou un niveau supérieur et 174 personnes ( soit 17,2 %) n’avaient aucune qualification formelle.
Le revenu médian était de 35,100 $, comparé avec 31,800 $ au niveau  national.
Le statut d’emploi de ceux d’au moins 15 ans était pour 576 personnes ( soit 56,8 %) étaient employées à plein temps, 150 personnes ( soit 14,8 %) étaient à temps partiel et 21 personnes (soit 2,1 %) étaient sans emploi.

## Activités économiques
Les fermes d’élevage laitier sont la principale activité économique et la fabrique de fromage de «Koromiko» a gagné de nombreuses récompenses  avant que la fromagerie ne soit détruite par le feu en 2004.

## Évènements
Le massacre de Wairau survint dans le secteur en 1843, entraînant 26 décès.
La plaine de du fleuve Wairau est prompte à être inondée et des mesures conservatoires doivent être prises pour garder la rivière sous contrôle.
Des inondations significatives sont survenues dans la région, dont l’une particulièrement importante en décembre 1939.

## Éducation
L’école de Tua Marina School est une école primaire mixte allant de l’année 1 à 8 avec un taux de décile de 7 et un effectif de 86 élèves.
L’école a célébré son 100 e anniversaire en 1971.

## Personnalités notables
- Eileen May Duggan (en), 1894–1972, poète[9].